# Pani prezydent
Pani prezydent (ang. Commander In Chief, 2005–2006) – amerykański serial polityczny opowiadający o pierwszej kobiecie prezydencie Stanów Zjednoczonych – Mackenzie Allen (którą gra Geena Davis).
W Polsce serial emitowany był od 25 czerwca 2007 do 24 lipca 2007 przez TVP 1. 17 listopada 2008 zadebiutował na kanale FoxLife.

## Fabuła
Mackenzie Allen jest czterdziestopięcioletnią niezależną wiceprezydent Stanów Zjednoczonych, która po nagłej śmierci prezydenta Teddy’ego Bridges’a (Will Lyman) zostaje prezydentem USA. Serial przedstawia rodzinę Mackenzie Allen, przystosowującą się do życia w Białym Domu – męża który nagle stał się pierwszym dżentelmenem i trojga dzieci, które znalazły się w nowej sytuacji. Pokazuje także pierwsze decyzje pani prezydent, jej potyczki z amerykańskimi politykami i kontakty z przedstawicielami innych państw.

## Obsada
- Geena Davis – Mackenzie Spencer Allen (prezydent USA)
- Donald Sutherland – Nathan Templeton (spiker Izby Reprezentantów)
- Kyle Secor – Rod Calloway (pierwszy dżentelmen)
- Harry J. Lennix – Jim Gardner (szef sztabu Białego Domu)
- Peter Coyote – Warren Keaton (wiceprezydent USA)
- Ever Carradine – Kelly Ludlow
- Matt Lanter – Horace Calloway
- Caitlin Wachs – Rebecca Calloway
- Jasmine Jessica Anthony – Amy Calloway
- Polly Bergen – Kate Allen
- Mark-Paul Gosselaar – Richard „Dickie” McDonald;
- Anthony Azizi – Vince Taylor
- Natasha Henstridge – Jayne Murray

## Odcinki
Pani prezydent
| Nr | Tytuł angielski                            | Tytuł polski                           | Data premiery w USA  | Data premiery w Polsce |
| -- | ------------------------------------------ | -------------------------------------- | -------------------- | ---------------------- |
| 1  | Pilot                                      | Nowy prezydent                         | 27 września 2005     | 25 czerwca 2007        |
| 2  | First Choice                               | Pierwszy wybór                         | 4 października 2005  | 26 czerwca 2007        |
| 3  | First Strike                               | Pierwszy strajk                        | 11 października 2005 | 27 czerwca 2007        |
| 4  | First Dance                                | Pierwszy taniec                        | 18 października 2005 | 28 czerwca 2007        |
| 5  | First...Do No Harm                         | Po pierwsze, nie szkodzić              | 25 października 2005 | 2 lipca 2007           |
| 6  | First Disaster                             | Pierwsza katastrofa                    | 1 listopada 2005     | 3 lipca 2007           |
| 7  | First Scandal                              | Pierwszy skandal                       | 8 listopada 2005     | 4 lipca 2007           |
| 8  | Rubie Dubidoux and the Brown Bound Express | Nowiny                                 | 15 listopada 2005    | 5 lipca 2007           |
| 9  | The Mom Who Came to Dinner                 | Dzień dziękczynienia                   | 29 listopada 2005    | 9 lipca 2007           |
| 10 | Sub Enchanted Evening                      | Powrót do domu cz. 1                   | 10 stycznia 2006     | 10 lipca 2007          |
| 11 | No Nukes Is Good Nukes                     | Powrót do domu cz. 2                   | 17 stycznia 2006     | 11 lipca 2007          |
| 12 | Wind Beneath My Wing                       | Samolot prezydencki                    | 24 stycznia 2006     | 12 lipca 2007          |
| 13 | State of The Unions                        | Przemowa prezydencka                   | 13 kwietnia 2006     | 16 lipca 2007          |
| 14 | The Price You Pay                          | Cena do zapłaty                        | 20 kwietnia 2006     | 17 lipca 2007          |
| 15 | Ties That Bind                             | Stare więzy                            | 27 kwietnia 2006     | 18 lipca 2007          |
| 16 | The Elephant in the Room                   | Jednodniowy prezydent                  | 31 maja 2006         | 19 lipca 2007          |
| 17 | Happy Birthday, Madam President            | Wszystkiego najlepszego Pani Prezydent | 7 czerwca 2006       | 23 lipca 2007          |
| 18 | Unfinished Business                        | Trudna batalia                         | 14 czerwca 2006      | 24 lipca 2007          |

## Nagrody i nominacje
Złote Globy (Golden Globe Awards):
Nagrody:
- NAJLEPSZA AKTORKA W DRAMATYCZNYM SERIALU TELEWIZYJNYM -

Geena Davis za "Pani prezydent" (2006)
Nominacje do nagród:
Złote Globy:
- NAJLEPSZY DRAMATYCZNY SERIAL TELEWIZYJNY - "Pani prezydent" (2006)
- NAJLEPSZY AKTOR DRUGOPLANOWY W TELEWIZYJNYM SERIALU,

MINI-SERII LUB FILMIE - Donald Sutherland (2006)